# Robert Touchon
Pour les articles homonymes, voir Touchon.
Robert Auguste Touchon, né le 18 décembre 1878 à Paris et mort le 11 juillet 1960 à l'hôpital militaire de La Tronche, est un général français, pionnier de l'alpinisme et du ski militaire, et un héros de la Première Guerre mondiale puis général pendant la Seconde.

## Biographie

### Famille
Robert Touchon est le fils de Pierre-Frédéric Touchon (1840-1924), négociant en articles de cuir à Paris, et de Sophie-Clarisse Deckherr (1846-28 janvier 1925) qu'il a épousée en 1878.
Sophie-Clarisse Deckherr est la fille de Joseph Alphonse Deckherr, né le 27 juillet 1815 à Montbéliard, et mort le 1er octobre 1862 à Audincourt, et de Sophie Adèle Lods, née le 11 avril 1815 et morte le 17 janvier 1894 qui se sont mariés le 25 avril 1841. De ce mariage naquirent Henri-Alphonse Deckherr et Sophie-Clarisse Deckherr.
Robert Touchon épouse le 25 mars 1916 à Paris, Blanche Augustine Lacroix, née le 14 juillet 1886 à Vinay et morte le 25 juin 1940 à Lyon. Trois enfants naissent de leur union : Pierre Touchon, Robert Touchon et Louise Touchon.

### Études
Robert-Auguste Touchon étudie au lycée Montaigne de Paris et au lycée Louis-le-Grand.
Le 27 septembre 1899, il est admis au sein de la 84e promotion de l'École spéciale militaire de Saint-Cyr, baptisée « promotion d'In Salah », et à laquelle appartiennent aussi Charles Mercier du Paty de Clam et son demi-frère Auguste « Jacques » Marie Mercier du Paty de Clam,.
Il intègre cette école en tant qu'élève de 2e classe le 27 octobre 1899, et y acquiert successivement les grades de caporal (le 15 aout 1900) puis de sergent (le 1er décembre 1900).

### Carrière militaire

#### Chasseur Alpin
En janvier 1909, le lieutenant Touchon du 14e BCA, est nommé membre du jury du concours de fabrication de skis que le Touring Club de France organise au Sappey-en-Chartreuse. Abel Rossignol est l'un les fabricants qui se sont engagés dans cette compétition.
En juin 1912, deux étudiants allemands, Schell et Kern, s'égarent dans le mont Néron, et sont retrouvés deux jours plus tard par les compagnies du lieutenant Touchon au sommet du couloir Godefroy.
Pendant l'hiver 1912, il est à Névache où le 14e BCA tient un poste d'hiver. et organise des reconnaissances à ski. Notamment un aller-retour de Névache à Valloire par le col des Rochilles, et un aller-retour Névache-Le Monêtier-les-Bains par le col de Buffère, complété par un aller-retour de Le Monêtier au col de l'Eychauda.

#### Pendant la Première Guerre mondiale
Il commande au combat au début de la guerre la 6e compagnie du 30e bataillon de chasseurs. Il est fait chevalier de la Légion d'honneur le 20 octobre 1914 et est un des premiers à avoir reçu cette décoration pendant la guerre. En 1915, il reçoit le commandement du 54e bataillon de chasseurs puis du 115e bataillon. Il est cité de nombreuses fois, notamment plus de cinq fois à l'ordre de l'armée.

#### L'entre-deux guerres

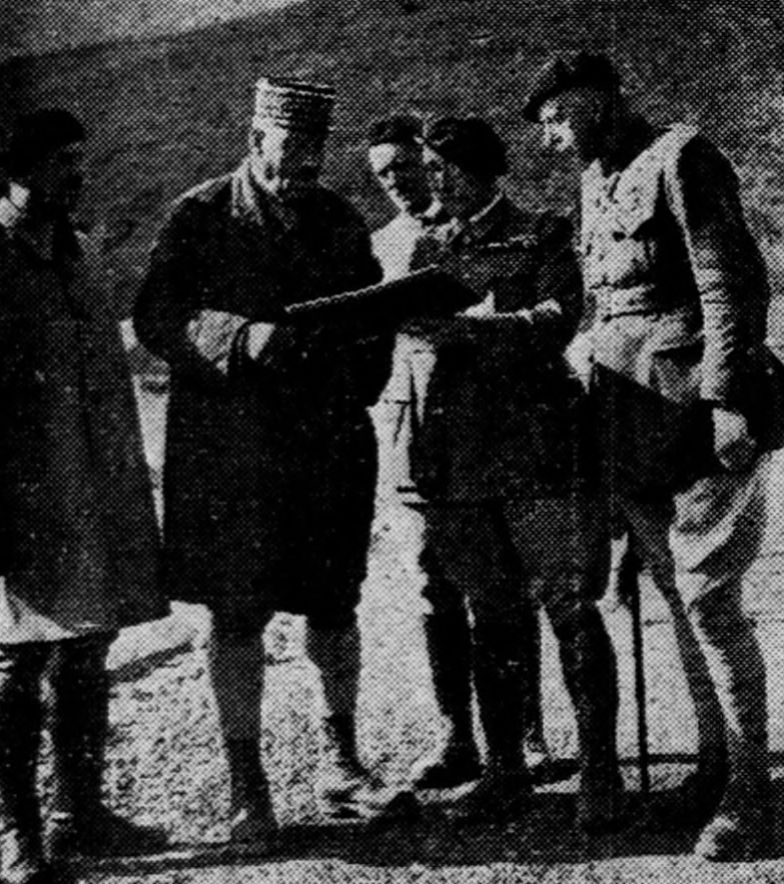
Le général Touchon (en képi) avec les généraux Lestien et Doyen pendant un exercice en 1938.

Il prend en janvier 1928, le commandement du 159e régiment d'infanterie à Briançon qu'il détient jusqu'en 1930. Durant cette période, il parcourt les montagnes à la tête de son régiment, effectue personnellement des reconnaissances systématiques sur les glaciers et les sommets, rédige des manuels d'instruction. Il est aussi alors commandant du « Centre d'hiver d'études pratiques de montagne » et organise des stages d'instruction destinés à des officiers d'autres régiments qui sont rapidement réputés dans l'ensemble de l'Armée de terre.
Il est nommé général en 1933.

#### Pendant la Seconde Guerre mondiale
Le 13 février 1940, par décision d'Édouard Daladier qui occupe à la fois les postes de président du Conseil et de ministre de la Guerre et de la Défense nationale, les rang et prérogatives de général d'armée sont conférés, à titre temporaire, au général de corps d'armée Touchon.
Il commande au début de la Seconde Guerre mondiale le 23e corps d'armée avant de prendre la tête, au début de l'invasion allemande, de la 6e armée. Il prend sa retraite après l'armistice du 22 juin 1940.
Le 23 août 1940, en application d'une loi adoptée le 2 août 1940 qui abaisse les limites d'âge pour tous les grades, Robert Touchon est mis en retraite en même temps que les généraux Antoine Marie Benoit Besson, Georges Blanchard, Victor Bourret, Louis Colson, Charles-Marie Condé, Jeanny-Jules-Marcel Garchery et Charles Noguès.

### Carrière politique
Le 24 janvier 1941, Robert Touchon est l'un des six militaires nommés par le maréchal Pétain membre du Conseil national, une assemblée consultative créée à l'initiative de Pierre-Étienne Flandin, par une loi du 22 janvier 1941, afin de consolider son pouvoir et prévenir le retour de Pierre Laval à la direction du gouvernement. Pierre-Étienne Flandin démissionne le 9 février 1941, François Darlan le remplace. Cette assemblée consultative qui ne tient pas de séance publique, qui se réunit principalement, selon les règles inspirées par François Darlan, sous la forme de quatre commissions dont la mission est limitée dans le temps, et dans laquelle les élus siègent par ordre alphabétique afin de masquer l'existence d'éventuelles tendances politiques en son sein, est progressivement vidée de tout pouvoir.
En 1941, il est nommé juge de la section lyonnaise du « Tribunal d'État », une juridiction d'exception créée par le régime de Vichy dont la compétence est très élargie et dont la procédure d'exception réduit à néant les garanties des accusés. M. Malaspina, président de chambre à la cour d’appel d’Aix-en-Provence, préside la « Section de Lyon du Tribunal d'État ». Joseph Darnand, futur chef de la milice française, le préfet honoraire Gustave Vié, l’inspecteur des PTT Émile Champsaur, le contre-amiral Jean-Emmanuel Cadart et Robert Touchon siègent à ses côtés. Louis Souppe, avocat général près la cour d’appel de Lyon, y exerce les fonctions de commissaire du Gouvernement.
Le 24 mars 1942, il témoigne, avec les généraux Joseph de La Porte du Theil, François Trolley de Prévaux et Antoine Jules Joseph Huré devant la Cour suprême de justice, dans le cadre de la 18e audience du procès de Riom.

### Retraite
Le 30 novembre 1941, il succède au fauteuil de membre titulaire no 42 de l'Académie delphinale, à Bruno de Corbel Corbeau de Vaulserre, décédé le 3 mars 1941  et a comme successeur, à ce même fauteuil, le 29 décembre 1962, Augustin Guillaume.

## Distinctions
- Grand-croix de la Légion d'honneur (20 juillet 1941)
- Croix de guerre 1914–1918 (12 citations)
- Commandeur de l'ordre du Ouissam alaouite
- Médaille de la valeur militaire (Italie) (Argent)
- Ordre de Sainte-Anne (4e classe)
- Ordre de l'étoile de Roumanie (4e classe)

## Publications

### Récits
- Robert Touchon (auteur) et Joanny Drevet (illustrateur), Trois Noëls d'alpins., Grenoble, Didier et Richard, 1939, 44 p., In-8°.
- Robert Touchon (réédition), « Noël 1914 à la Tête des Faux », Revue historique des armées, Vincennes, Service Historique de la Défense, nos 2/1966,‎ 1966.

### Ouvrages et articles relatifs à l'alpinisme
- Robert Touchon, « Le Massif des Pénitents », La Montagne, Paris, Club Alpin Français, no 2,‎ 1912.
- Robert Touchon, « Ski de printemps au Mont Blanc. Les mauvaises neiges », La Montagne, Paris, Club Alpin Français, no 231,‎ 1931.
- Robert Touchon, La Grande Manche : Le massif des Cerces et de la Moulinière., Val-des-Prés, éditions transhumances, 2003, 38 p..

### Livres et périodiques
- Maurice Talmeyr, « Le commandant Touchon », dans L'héroïsme pendant la guerre : portraits de la belle France., Paris, Perrin, 1918, 244 p., in-16 (lire en ligne), pp. 145 à 156.
- Henri Temerson, Biographies des principales personnalités françaises décédées au cours de l'année. : Général Touchon (Robert), Paris, Hachette, 1961.
- Angelo Tasca (auteur) et Denis Peschanski (éditeur technique), Vichy 1940-1944 : quaderni e documenti inediti di Angelo Tasca., Paris et Milan, Editions du CNRS et Feltrinelli, 1961 (lire en ligne).
- Bénédicte Vergez-Chaignon, Pétain., Paris, EDI8 (Perrin), 2014 (lire en ligne).
- Secrétariat d’État à l'Intérieur, Bureau d études juridiques et de documentation générale, Informations générales., vol. 3e année, Vichy, Ministère de l'intérieur (Vichy) (no 83), 30 mars 1942 (lire en ligne).
- « De nombreux généraux sont mis à la retraite », L'Ouest-Éclair, Rennes, no 15977,‎ 24 aout 1940 (lire en ligne, consulté le 7 novembre 2015).
- « Rétrovision du 23 mars 2012 : (re-publication d'articles publiés dans d'anciens numéros d'Alpes&Midi) », Alpes&Midi, Gap,‎ 23 mars 2012 (lire en ligne, consulté le 7 novembre 2015).
- M. M., « Concours de fabrication de skis », Revue mensuelle du Touring-club de France, Neuilly-sur-Seine, Touring-club de France, no janvier,‎ 1909.
- « Ministère de la Défense Nationale et de la Guerre, État-major général de l'armée, nominations », Journal officiel de la République française. Lois et décrets, Paris, Imprimerie Nationale pour le Ministre de l'Intérieur et des Cultes, 72e année no 44,‎ 14 février 1940 (lire en ligne, consulté le 10 novembre 2015).
- Claude Simon, Le Néron, Saint-Martin-le-Vinoux, S. Claude, 2002, 352 p. (ISBN 978-2-9518427-0-0 et 2951842708).

### Publications en ligne
- Jean Boÿ, « Historique de la 84e promotion de l’Ecole spéciale militaire de Saint-Cyr (1899-1901), promotion d’In Salah », Les promotions éteintes, Paris, La Saint-Cyrienne,‎ 7 février 2011 (lire en ligne, consulté le 6 novembre 2015).
- Jean-Claude Farcy, « Bibliothèque, Sources judiciaires de l'histoire contemporaine, thématiques des sources judiciaires : 08 - Les juridictions politiques : La loi du 7 septembre 1941 créant le Tribunal d'Etat », Criminocorpus [en ligne], 21 septembre 2007 (ISSN 1776-0720, consulté le 6 novembre 2015).
- Raymond Joffre (Président en exercice), « Membres titulaires de l’Académie Delphinale depuis 1906 », Academie Delphinale [en ligne], 2015 (ISSN 0767-7391, consulté le 6 novembre 2015).
- Raymond Joffre (Président en exercice), « Index alphabétique des communications à partir de 1906 : Augustin Guillaume, Discours de réception : Eloge de son prédécesseur, le général Robert Touchon, et du général d’Empire Jean-Baptiste Albert de Guillestre (Hautes-Alpes). », Academie Delphinale [en ligne], 2015 (ISSN 0767-7391, consulté le 6 novembre 2015).
- Daniel Thuret (auteur) et Nicolas Durand (Éditeur scientifique et technique), « Robert Auguste Touchon », Site de la Société Genevoise de Généalogie, Genève, Société Genevoise de Généalogie,‎ 2002-2015 (lire en ligne).